# Omalocarpus macrophyllus
Omalocarpus macrophyllus är en kinesträdsväxtart som beskrevs av Choux. Omalocarpus macrophyllus ingår i släktet Omalocarpus och familjen kinesträdsväxter. Inga underarter finns listade i Catalogue of Life.